# Бели терор
Бели терор (рус. белый террор) је израз за злочине које су чиниле контрареволуционарне групе (најчешће монархиста и конзервативаца) над комунистима, социјалистима и другим левичарима. Често је вршен као одговор на црвени терор.
Овај термин настао је у Француској (фр. terreur blanche) и описивао је злочине почињене над левичарима и републиканцима, током 1794. и 1795. године, за време Француске револуције. Такође је коришћен и током Октобарске револуције, 1917. и Руског грађанског рата, од 1918. до 1920. године (рус. белый террор), када је описивао злочине који су вршили припадници Беле армије тзв. „бели“ (рус. белые) над припадницима и симпатизерима Црвене армије.

## Историјат

### Бугарска
Бели терор у Бугарској био је покренут након доласка на власт десничара Александра Цанкова 1923. године. Прогањани су чланови Бугарске комунистичке партије и уведено ратно стање. Након покушаја атентата на цара Бориса III у Софији 1925, КП Бугарске је забрањена. Процењује се да је током белог терора до 1926. године убијено око 5.000 људи.

### Грчка
Током 1945. и 1946. године, десничарске скупине побиле су око 1.190 прокомунистичких и левичарских цивила и мучиле велик број њих. Те банде су знале да униште и цела села која су помагала грчким партизанима.

### Етиопија
Фебруара 1977. године, марксистичка Етиопска народна револуционарна партија (ЕПРП) покренула је низ терористичких напада на чланове етиопске владе Дерг и њихове симпатизере, такође марксисте. У овим нападима погинуло је осам чланова Дерга и велик број њихових симпатизера. Као одговор на нападе, Дерг је ускоро покренуо одмазду против ЕПРП-а, црвени терор.
За разлику од осталих извршилаца белог терора, ЕПРП није била реакционарна ни антикомунистичка групација. Покренули су нападе против владајућих марксиста, само зато што се нису слагали са њиховим начином провођења социјализма у пракси.

### Југославија
„Бели терор“ у Краљевини Југославији вршен је у периоду од 1920. до 1941. године - од доношења „Обзнане“, којом је забрањен рад Комунистичкој партији Југославије (КПЈ) до окупације и разбијања Југославије (тада је бели терор замењен „окупационо-квислиншким фашистичким терором“). Овај терор појачаван је током 1921. године доношењем Закона о заштити државе и 1929. године увођењем „шестојануарске диктатуре“ и оснивањем Државног суда за заштиту државе.
Само у првом удару белог терора, од доношења „Обзнане“, децембра 1920. до прве половине 1921. године ухапшено је преко 8.000 комуниста, а током шестојануарске диктатуре, од 1929. до 1932. године убијено је око 400 чланова КПЈ и СКОЈ-а. Прва жртва „белог терора“ у Југославији био је Зеф Љуш Марку (1885-1920), активиста Обласног већа КПЈ за Скопље, који је 19. новембра 1920. године дошао у Ђаковицу, да тамошњој партијској организацији помогне у вршењу агитације за предстојеће парламентарне изборе. Он је убрзо био ухапшен и у ђаковичком затвору убијен у ноћи 2/3. децембра.
Неки од истакнутијих особа убијених, током белог терора у Југославији:
- Ђуро Ђаковић (1886—1929), организациони секретар ЦК КПЈ, убијен 25. априла 1929. године југословенско-аустријској граници.
- Никола Хећимовић (1900—1929), секретар Црвене помоћи, убијен 25. априла 1929. године југословенско-аустријској граници.
- Мијо Орешки (1905—1929), политички секретар ЦК СКОЈ-а, погинуо у борби с полицијом, у Самобору, 27. јула 1929. године.
- Јанко Мишић (1900—1929), организациони секретар ЦК СКОЈ-а, погинуо у борби с полицијом, у Самобору, 27. јула 1929. године.
- Паја Маргановић (1904—1929), секретар ЦК СКОЈ-а, убијен 30. јула 1929. године у Загребу.
- Брацан Брацановић (1893—1929), члан ЦК КПЈ и секретар ПК КПЈ за Србију, убијен августа 1929. године у Београду.
- Марко Машановић (1894—1930), члан ЦК КПЈ, убијен априла 1930. године у Црној Гори.
- Перо Поповић Ага (1905—1930), организациони секретар ЦК СКОЈ-а, убијен 14. августа 1930. године у Загребу.
- Јосип Колумбо (1905—1930), политички секретар ЦК СКОЈ-а, убијен 14. августа 1930. године у Загребу.
- Риста Самарџић (1895—1930), члан Политбироа ЦК КПЈ, убијен октобра 1930. године у Загребу.
- Златко Шнајдер (1903—1931), секретар ЦК СКОЈ-а, убијен 1931. године у Зеници;
- Јосип Дебељак (1902—1931), секретар ЦК СКОЈ-а, убијен 15. октобра 1931. године у Загребу.
- Божо Видас Вук (1893—1931), члан ЦК КПЈ, убијен новембра 1931. године у Загребу.

Неке од истакнутијих особе осуђених на дугогодишње затворске казне, током белог терора у Југославији:
- Бане Андреев, члан ЦК СКОЈ-а, 1929. осуђен на 12 година. Био је затворен у Лепоглави и Сремској Митровици. Побегао у групи 32 комуниста из Сремске Митровице августа 1941. године.
- Јосип Броз Тито, секретар МК КПЈ за Загреб, 1929. осуђен на 5 година. Био затворен у Марибору и Лепоглави.
- Мирко Буковец, 1929. осуђен на 10 година, био затворен у Лепоглави и Сремској Митровици.
- Петар Грубор, функционер синдиката кожараца и члан КПЈ, 1929. осуђен на 12 година. Био затворен у Лепоглави и у Сремској Митровици.
- Саломон Леви, члан МК КПЈ за Загреб, 1929. осуђен на 10 година. Био затворен у Сремској Митровици, Лепоглави и Марибору.
- Милан Мијалковић, професор математике у Крагујевцу и члан КПЈ, 1929. осуђен на 9 година. Био затворен у Сремској Митровици.
- Иван Милутиновић, функционер синдиката кожараца и дрводељаца, члан руководстава „Црвене помоћи“ и члан КПЈ, 1929. осуђен на 6 година, а 1934. на још две године. Био затворен у Лепоглави и Сремској Митровици.
- Станко Пауновић Вељко, члан СКОЈ-а, 1929. осуђен на 12 година. Био затворен у Сремској Митровици и Лепоглави. Побегао у групи 32 комуниста из Сремске Митровице августа 1941. године.
- Милорад Петровић, члан ОК КПЈ за Београд, 1929. осуђен на 12 година. Био затворен у Сремској Митровици и Лепоглави.
- Ђуро Пуцар Стари, синдикални функционер и члан КПЈ, 1929. осуђен на 10 година. Био затворен у Лепоглави и Сремској Митровици.
- Михаљ Серво, члан ОК КПЈ за Банат, 1929. осуђен на 10 година. Био затворен у Лепоглави и Сремској Митровици.
- Трајко Стаменковић, члан КПЈ, 1929. осуђен на 5 година, а 1935. на још 6 година. Био затворен у Лепоглави, Марибору, Нишу и Сремској Митровици. Био је у групи 32 комуниста, који су августа 1941. побегли из Сремске Митровице.
- Јован Трајковић, 1929. осуђен на 12 година, био затворен у Марибору, Лепоглави и у Сремској Митровици. Био је у групи 32 комуниста, који су августа 1941. побегли из Сремске Митровице.
- Андрија Хебранг, члан КПЈ, 1929. осуђен на 12 година. Био затворен у Сремској Митровици.
- Отокар Кершовани, члан ПК СКОЈ-а за Србију, 1930. осуђен на 10 година. Био затворен у Сремској Митровици.
- Маријан Стилиновић, 1930. године осуђен на 11 година, био затворен у Сремској Митровици. Био је у групи 32 комуниста, који су у августа 1941. побегли из Сремске Митровице.
- Јован Веселинов, секретар ПК КПЈ за Војводину, 1931. осуђен на 15 година. Био затворен у Лепоглави и Сремској Митровици. Предводио је групу од 32 комуниста, која је августа 1941. побегла из Сремске Митровице.
- Пашко Ромац, земљорадник, 1933. осуђен на 8,5 година, због „комунистичке делатности“. Био затворен у Скопљу, Нишу и Сремској Митровици. Био је у групи 32 комуниста који су августа 1941. побегли из Сремске Митровице.

### Јужна Кореја
Пре и током Корејског рата, припадници снага безбедности Јужне Кореје вршили су низ покоља против људи за које су сумњали да су комунисти. Један од првих извршен је током устанка на острву Џеџу, априла 1948. године, када је побијено између 14.000 и 60.000 становника острва. Током Корејског рата, јужнокорејске јединице су у лето 1950. године извршиле масакр над стварним и потенцијалним комунистима и њиховим симпатизерима. Процене варирају од 100.000 до 1.200.000 побијених људи. Досад је откривено још масовних гробница жртава белог терора.

### Кина
Чанг Кај Шек је након консолидације власти 1927. године раскинуо савез Куоминтанга са комунистима и почео да их прогони. Терор је почео 12. априла 1927, када је Чанг Кај Шек наредио масакр комуниста у шангајској комуни. Током трајања белог терора, од 1927. до 1949, страдало је око милион људи, од којих су већина били сељаци.

### Мађарска
Бели терор у Мађарској вршиле су паравојне и војне јединице током 1919. и 1920. године, након пада Мађарске Совјетске Републике. Већина извршилаца терора били су под заповедништвом Миклоша Хортија. Током терора су осим прогона левичара вршени и погроми над мађарским Јеврејима. Мађарске јединице масакрирале су између 600 и 2.000 људи.

### Немачка
Након завршетка Првог светског рата, у Немачкој су избиле радничке побуне и револуције у већим градовима. Убрзо је влада ратне ветеране организовала у Фрајкоре, који су вршили репресију над револуционарима и радницима. Фрајкори су угушили револуцију у Берлину и касније срушили Баварску Совјетску Републику. После тога су уследила убиства великог броја људи. Процењује се да је од 1918. до 1921. године, као последица сузбијања револуција, у Немачкој побијено око 15.000 радника.

### Русија
Белогардејци и њихови савезници су током Руског грађанског рата спроводили насиље над становништвом, мучили и убијали људе за које су сумњали да су повезани са бољшевицима, спаљивали цела села и масакрирали припаднике Црвене армије.
Многи историчари као почетак белог терора у Русији истичу 28. октобар 1917. године. Тада су московски кадети заробили око 300 војника-револуционара 56. резервне регименте, наредили им да се построје код споменика Александру II и побили их митраљезима и пушкама.

### Тајван
На Тајвану, бели терор обухвата раздобље трајања ратног стања од 19. маја 1949. до јула 1987. године. Током терора, око 140.000 људи је убијено или мучено. Системском провођењу белог терора претходили су „228 инцидената“ 1947. године, у којима су јединице Републике Кине на Тајвану побиле између 10.000 и 30.000 демократа и комуниста.

### Финска
Након победе Беле гарде Карла Манерхајма у Финском грађанском рату 1918, покренут је бели терор против радника и потенцијалних левичара. Према финским студијама, током терора је у логоре послано око 80.000 људи, где је њих 11.783 умрло од глади и болести. Око 8.500 људи је смакнуто. У граду Лахтију је током једног дана 200 жена побијено експлозивним мецима. У Випурију, 600 црвеноармејаца било је поређано у три реда, након чега су сви побијени машинкама.

### Шпанија
Током и после Шпанског грађанског рата, Франкови националисти побили су између 150.000 и 400.000 људи. Бели терор у Шпанији трајао је од 1936. до 1945. године.